# Tunnen elus end
"Tunnen elus end" är den åttonde musiksingeln från den estniska sångaren Ott Lepland.
Den släpptes i oktober 2011 som den fjärde singeln från hans andra studioalbum Laulan ma sind. 
Låten är skriven av Lepland själv.